# جیمز آستین (بانکدار)
جیمز آستین (انگلیسی: James Austin; ۶ مارس ۱۸۱۳ – ۲۷ فوریهٔ ۱۸۹۷) بانکدار، کارآفرین و اهالی کسب‌وکار اهل کانادا بود، که در سال ۱۸۶۹ بانک دومینیون را تأسیس کرد.